# Tina Lutz
Tina Lutz, née le 25 octobre 1990 à Munich, est une skippeuse allemande.
Elle a remporté la médaille d'argent olympique en 49er FX en 2020. 

## Palmarès
- Jeux olympiques de 2020 : 
  -  Médaille d'argent en 49er FX